# Prequelle
Prequelle (französisch Vorgeschichte) ist das vierte Studioalbum der schwedischen Heavy-Metal-Band Ghost. Das Album erschien am 1. Juni 2018 über Spinefarm Records und belegte Platz eins der schwedischen Albumcharts. Es ist das erste Album seit dem Bekanntwerden der Identitäten der Musiker. In Schweden wurde das Album mit einer Platin-Schallplatte ausgezeichnet. Ghost erhielten für das Album zwei Nominierungen bei den Grammy Awards 2019.

## Entstehung
Die ersten Ideen für das Album hatte Sänger Tobias Forge bereits, als die Band mit den Aufnahmen für das 2015 erschienene Vorgängeralbum Meliora ins Studio ging. Forge sagte zum Musikproduzenten Klas Åhlund, dass er Ideen für ein futuristisches Album und für ein mittelalterliches Album habe und dass Åhlund entscheiden dürfte, welches er produzieren wolle. Åhlund entschied sich für das futuristische Album. Tobias Forge strebte mit Prequelle ein Album an, das Meliora aus verschiedenen Gründen nicht sein konnte. Als Gleichgewicht zu zwei von ihm als „ambitioniert“ beschriebenen Liedern wollte Forge Lieder schreiben, die „direkt auf den Punkt kommen“. Als Beispiel nannte er das Lied Dance Macabre, das Forge als direkt und eingängig bezeichnete. Das auf dem Album Meliora verwendete Instrumental Spöksonat war ursprünglich Teil eines Liedes, das für Prequelle vorgesehen war.
Wie bei jedem neuen Album von Ghost benutzt Tobias Forge ein neues Pseudonym. Seit dem Album Meliora nannte sich Forge Papa Emeritus III. Bei einem Konzert in Göteborg am 30. September 2017 wurde er von zwei Männern von der Bühne gezerrt. Kurze Zeit später betrat eine Person die Bühne, die sich dem Publikum in Italienisch als Papa Emeritus Zero vorstellte. Er verkündete, dass die Party vorbei ist und dass das Mittelalter jetzt beginne. Am 6. April 2018 wurde ein Video veröffentlicht, in dem der neue Sänger Cardinal Copia vorgestellt wurde. Der Papa Emeritus Zero fungiere für Cardinal Copia als Mentor.
Klas Åhlund sollte ursprünglich auch Prequelle produzieren, was allerdings aus terminlichen Gründen nicht geklappt hat. Schließlich wurde Prequelle vom Engländer Tom Dalgety produziert, der zuvor unter anderem für Opeth gearbeitet hat und für Ghost die Popestar-EP produzierte. Die Aufnahmen fanden in den Artery Studios in Stockholm sowie in den Westlake Studios in Hollywood statt. Das Schlagzeug wurde laut Forge von einem guten Freund eingespielt, der schon auf den Alben Opus Eponymous und Meliora zu hören war. Laut den Produzenten Tom Dalgety handelt es sich bei dem Schlagzeuger um Ludvig Kennberg. Der Großteil der anderen Musik wurde von Tobias Forge eingespielt. Klavier und Keyboard spielte Salem Al Fakir. Für das Album wurden zehn Lieder eingespielt, von denen zwei Instrumentale sind. Darüber hinaus wurden noch Coverversionen der Lieder It's a Sin von den Pet Shop Boys und Avalanche von Leonard Cohen aufgenommen.
Auf dem Album sind zahlreiche Gastmusiker zu hören. Die Stimme beim Intro Ashes gehört Tobias Forges Tochter. Bei dem ersten Instrumental Miasma spielt Gavin Fitzjohn das Saxophon und Steve Moore von der Band Zombi analogen Synthesizer. Mikael Åkerfeldt von der Band Opeth spielte bei dem zweiten Instrumental Helvetesfönster die Akustikgitarre. Weitere Hintergrundgesänge kamen von Christopher May, Deryn Edwards und Vincent Pontare. Abgemischt wurde das Album von Andy Wallace. Das Albumcover wurde von Zbigniew M. Bielak entworfen und ist laut Tobias Forge eine Hommage an das Covermotiv der Sepultura-EP Bestial Devastation.
Für das Lied Rats wurde ein Musikvideo gedreht. Über Instagram wurde ein Video zu dem Lied Dance Macabre veröffentlicht. Während des Videos hört man das Lied, sieht allerdings prominente Musiker wie Kirk Hammett von Metallica oder Phil Anselmo (ex-Pantera). Im Oktober 2018 wurde dann auch für Dance Macabre und im Dezember 2018 für Faith ein offizielles Musikvideo veröffentlicht.

## Hintergrund
Für Tobias Forge befasst sich das Album lose mit dem Konzept des Todes und der Verdammnis. In dem Lied Rats geht es um die Pest, insbesondere um den Schwarzen Tod, der zwischen 1346 und 1353 in Europa geschätzte 25 Millionen Todesopfer forderte. Einer Legende nach brachten Handelsschiffe die Seuche von der Krim in den Hafen von Messina. Ratten, die den Erreger in sich trugen, verließen die Schiffe und sorgten für Ausbruch der Pest. Laut Tobias Forge wäre Prequelle das erste positive Album, das je über die Pest geschrieben wurde.
Ferner geht es in Rats darum, wie sich die Menschheit in den letzten zehn Jahren durch die Sozialen Medien zu mittelalterlichen Zeiten zurückentwickelt und ein Mobgebaren entwickelt hat. Es gibt laut Forge viele Menschen, die es lieben, andere Menschen zu zerstören.

„Mit Facebook, Instagram und Twitter ist die mittelalterliche Mentalität zurück. Es muss nur einer „Hexe!“ rufen, und die Leute fangen an, Steine zu werfen. Die Fähigkeit zu haben, was auch immer man sagen will, anonym zu sagen, ist eine Ermächtigung, die die meisten Menschen nicht handhaben können.“

See the Light ist ein Lied, das Situationen anspricht, in denen man von Feinden umgeben ist. Das Lied Pro Memoria befasst sich mit dem Ausdruck Memento mori, der die Menschen an ihre Sterblichkeit erinnern soll. Dance Macabre befasst sich mit der Hochzeit des Schwarzen Todes. Während viele Menschen starben, wurde in Kneipen und Bordellen gefeiert, als wenn es kein Morgen geben würde. Das Lied Life Eternal befasst sich mit dem Ewigen Leben und dem Wunsch nach immerwährender Liebe, insbesondere gegenüber den eigenen Kindern. Im Text wird die Frage gestellt, ob jemand, der die Chance erhält, für immer zu leben, diese Möglichkeit auch nutzen würde.

## Rezeption

### Rezensionen
Das deutsche Magazin Rock Hard wählte Prequelle zum Album des Monats. Für Boris Kaiser sind Ghost „die momentan beste und wichtigste Rockband der Welt“. Die Band habe „musikalisch ein schwindelerregendes Level erreicht, das auf allen Ebenen funktioniert“. Prequelle „wirkt nie wie ein Produkt, sondern atmet und lebt, ist beseelt, macht glücklich und rührt in seiner stets präsenten Melancholie zu Tränen“. Kaiser vergab zehn von zehn Punkten. Für Matthias Weckmann vom deutschen Magazin Metal Hammer beweist Prequelle wieder einmal, wie „geschmackvoll, kompositorisch clever und süchtig machend Rock und Heavy Metal im Jahr 2018 noch klingen kann“. Das Album sei „atemberaubend gut konzipiert und komponiert“, wofür Weckmann sieben von sieben Punkte vergab. Sein Kollege Frank Thiessies hingegen kritisierte, dass Prequelle den „gewünschten nächsten Entwicklungsschritt zum ultimativen Hit-Rundumschlag nicht vollziehen kann“. Abgesehen vom Intro und den beiden Instrumentals bleiben sieben Songs übrig, die „zu viel melodisches Mittelmaß bieten“. Thiessies vergab vier von sieben Punkten. Markus Bellmann vom Onlinemagazin Plattentests.de fragte sich, was auch immer Tobias Forge beim Songwriting eingeworfen habe oder ob er einfach nur ABBA in Dauerschleife gehört habe, „es verwandelt jeden einzelnen verdammten Song in einen Ohrwurm der Meisterklasse“. Bellmann vergab acht von zehn Punkten. Jonas Erbas von metal.de bezeichnete Prequelle als „melancholisch-düstere Rockoper, welche von Anfang bis Ende nahezu perfekt durchinszeniert ist“. Die Band habe sich allerdings „von ihren Heavy-Metal-Wurzeln abgewandt und (...) in eine geradlinigere, melodischere und vor allem poppigere Richtung weiterentwickelt.“ Erbas vergab neun von zehn möglichen Punkten.
Die Single Dance Macabre erhielt jeweils Gold in den Vereinigten Staaten, Kanada und Norwegen.

### Musikpreise
| Preis                  | Jahr | Kategorie                 | für       | Resultat  |
| ---------------------- | ---- | ------------------------- | --------- | --------- |
| Bandit Rock Awards     | 2019 | Bestes schwedisches Album | Prequelle | Gewonnen  |
| Grammis                | 2019 | Hardrock/Metal            | Prequelle | Nominiert |
| Grammy Awards          | 2019 | Best Rock Album           | Prequelle | Nominiert |
| Grammy Awards          | 2019 | Best Rock Song            | Rats      | Nominiert |
| Kerrang! Awards Awards | 2019 | Best Album                | Prequelle | Gewonnen  |
| Metal Hammer Awards    | 2018 | Best Album                | Prequelle | Nominiert |

### Bestenlisten
| Publikation | Liste                               | Werk          | Platz    |
| ----------- | ----------------------------------- | ------------- | -------- |
| Loudwire    | The 30 Best Metal Albums of 2018    | Prequelle     | 2        |
| Loudwire    | The 30 Best Metal Songs of 2018     | Rats          | 3        |
| Loudwire    | The 40 Best Hard Rock Songs of 2018 | Dance Macabre | 5        |
| Metal.de    | Die 25 besten Alben des Jahres      | Prequelle     | 1        |
| Visions     | Unsere 50 Platten des Jahres 2018   | Prequelle     | 5        |
| Visions     | Die 20 besten Musikvideos 2018      | Dance Macabre | J [ 28 ] |

Darüber hinaus führt das Magazin Visions Prequelle auf ihrer 2019 veröffentlichten Liste der 55 besten schwedischen Rockalben.

## Kommerzieller Erfolg

### Chartplatzierungen
| ChartsChartplatzierungen       | Höchstplatzierung | Wochen |
| ------------------------------ | ----------------- | ------ |
| Deutschland (GfK)              | 2 (12 Wo.)        | 12     |
| Finnland (IFPI)                | 1 (37 Wo.)        | 37     |
| Schweden (GLF)                 | 1 (32 Wo.)        | 32     |
| Österreich (Ö3)                | 6 (5 Wo.)         | 5      |
| Schweiz (IFPI)                 | 2 (6 Wo.)         | 6      |
| Vereinigte Staaten (Billboard) | 3 (4 Wo.)         | 4      |
| Vereinigtes Königreich (OCC)   | 10 (2 Wo.)        | 2      |

| ChartsJahrescharts (2018) | Platzierung |
| ------------------------- | ----------- |
| Schweden (GLF)            | 18          |

| ChartsJahrescharts (2019) | Platzierung |
| ------------------------- | ----------- |
| Schweden (GLF)            | 63          |

Prequelle war nach Infestissumam und Meliora das dritte Album, das die Spitzenposition in Schweden erreichte. Darüber hinaus konnte sich das Album für einen Monat an der Spitze der deutschen Vinylcharts platzieren. Alleine in den USA beliefen sich die Verkäufe in der ersten Woche nach der Veröffentlichung auf rund 66.000 Einheiten, davon etwa 61.000 Albumverkäufe im klassischen Sinne. Die Singles Rats, Dance Macabre und Faith belegten die Plätze 83, 68 und 100 der schwedischen Singlecharts.

### Auszeichnungen für Musikverkäufe
| Land/Region                  | Auszeichnungen für Musikverkäufe (Land/Region, Auszeichnung, Verkäufe) | Verkäufe |
| ---------------------------- | ---------------------------------------------------------------------- | -------- |
| Schweden (IFPI)              | Platin                                                                 | 40.000   |
| Vereinigtes Königreich (BPI) | Silber                                                                 | 60.000   |
| Insgesamt                    | 1× Silber · 1× Platin ·                                                | 100.000  |

## Prequelle Exalted
Am 27. September 2019 wurde das Album unter dem Titel Prequelle Exalted neu veröffentlicht. Die auf 5000 Exemplare limitierte Sammler-Edition enthält das Album auf transparent-orangefarbenem Vinyl mit schwarzem Rauch-Effekt und ein 60-seitiges Arena-Tourfotobuch, das in schwarzem Alligator-Leder handgebunden ist. Ferner gibt es ein exklusives gestanztes Prequelle-Artwork mit zwölfseitigem Booklet, das neue Illustrationen enthält. Ebenfalls dabei sind vier Live-Fotodrucke im Format 12 × 12 Zoll, eine Bonus-7"-Vinyl mit raren Liedern und ein GHOST-7"-Vinyl-Adapter.